# تانهایم، تیرول
تانهایم (به آلمانی: Tannheim) یک منطقهٔ مسکونی در اتریش است که در ناحیه رویت واقع شده‌است. تانهایم ۵۱٫۳ کیلومتر مربع مساحت دارد ۱٬۰۹۷ متر بالاتر از سطح دریا واقع شده‌است.